# ジム・カミンズ
ジム・カミンズ（英語: Jim Cummins、1949年 - ）は、トロント大学オンタリオ教育研究所の教授。第二言語として英語を学ぶ学習者の言語発達・リテラシー発達の研究に取り組んでいる。1979年に、BICSとCALPという略語を造語し、教師が生徒の言語能力を測定するプロセスを指す概念として提唱した。

## 学歴
1970年にアイルランド国立大学を最優等の成績で卒業（専攻は心理学）。1971年に同大学から応用心理学のディプロマを取得後、1974年にカナダのアルバータ大学から博士号（教育心理学）を取得。

## BICS
BICS（Basic Interpersonal Communicative Skills、基本的対人コミュニケーション能力、生活言語能力、伝達言語能力とも）とは、基本的なコミュニケーション能力の流暢さを指し、任意の言語において正常な母語話者全員が備えているとされる能力である。これは、認知的な要求度が高くない文脈的な能力であり、フォーマルではない状況（遊び場やカフェ等）で生徒が使用する言語として理解される。カミンズとヴァージニア・コリア（Virginia Collier）の研究によると、学習者が第二言語に十分に接触しているという条件のもとでは、BICSの発達には通常1年から3年かかるとされる。

## CALP
CALP（Cognitive Academic Language Proficiency/Academic Language Proficiency、認知・学術言語能力、学力言語能力とも）は、抽象化を伴う洗練された言語操作能力を指す。CALPは、学術的文脈におけるコミュニケーションで使用される。CALPは、言語において思考し、学習のツールとしてそれを使用する能力である。カミンズとコリアの研究によると、学習者が母語のリテラシーを有しているという条件のもとでは、K-12（幼稚園から12年生〔高校3年生に相当〕）の生徒が第二言語でCALPを習得するには5年から7年かかるとされる。一方、母語のリテラシーが十分に備わっていない学習者の場合は、第二言語でCALPを習得するには7年から10年かかるとされる。

## 著作[3]
- 中島和子訳『言語マイノリティを支える教育』慶應義塾大学出版会、2011年
- Brown, K. R., Cummins, J., & Sayers, D. (in press). Lost for words? How technology can help solve the “literacy crisis”. Boston: Allyn & Bacon.
- Cummins, J. & Davison, C. (Eds.) (in press). Handbook of English language teaching. Dordrecht, The Netherlands: Kluwer Academic Publishers.
- Schecter, S. & Cummins, J. (Eds.) (2003). Multilingual education in practice: Using diversity as a resource. Portsmouth, NH: Heinemann.
- Cummins, J. (2001). Negotiating identities: Education for empowerment in a diverse society. 2nd Edition. Los Angeles: California Association for Bilingual Education.
- Cummins, J. (2001). An introductory reader to the writings of Jim Cummins. C. Baker & N. H. Hornberger (Eds.). Clevedon, England: Multilingual Matters.
- Cummins, J. (2000). Language, power, and pedagogy: Bilingual children in the crossfire. Clevedon, England: Multilingual Matters.
- Cummins, J. (1999).  Taftotites ypo Diapragmatefsi (Negotiating identities) (Greek Edition). Athens: Gutenberg.
- Cummins, J. & Corson, D. (Eds.). (1997). Bilingual education. Vol. 5  Encyclopedia of Language and Education. Dordrecht, The Netherlands: Kluwer Academic Publishers.
- Cummins, J. (1996). Negotiating identities: Education for empowerment in a diverse society. Los Angeles: California Association for Bilingual Education.
- Cummins, J. & Sayers, D. (1995/1997).  Brave new schools: Challenging cultural illiteracy through global learning networks. New York: St. Martin's Press.
- Cummins, J. (Ed.) (1994). Multilingual/Multicultural Education. Special issue of the English Quarterly, 26(3).  Montreal: Canadian Council of Teachers of English and Language Arts.
- DeVillar, R.A., Faltis, C.J. & Cummins, J. (Eds.)  (1994). Cultural diversity in schools: From rhetoric to practice. Albany: SUNY Press.
- Cummins, J. & Danesi, M. (1990) Heritage languages: The development and denial of Canada’s linguistic resources.
マルセル・ダネシ共著、中島和子、高垣俊之訳『カナダの継承語教育――多文化・多言語主義をめざして』明石書店、2005年